# USS LST-817
O USS LST-817 foi um navio de guerra norte-americano da classe LST que operou durante a Segunda Guerra Mundial.